# И стал свет
«И стал свет» (фр. Et la lumière fut) — фильм известного грузинско-французского кинорежиссера Отара Иоселиани. В название фильма положены слова из Книги Бытия (Ветхий Завет).

## Сюжет
Фильм рассказывает о почти документальном режиме Хроники африканской деревни, угрожающей вырубкой лесов. Весёлый и забавный вначале, в дальнейшем тон становится более серьезным, поскольку перипетии, иногда граничащие с сюрреализмом, уступают место более драматическим проблемам, таким как супружеский кризис или окончательное разрушение хижин. Тем не менее Иоселиани, как обычно, сохраняет свою саркастическую отрешенность, появляясь в конце концов туристом, издали наблюдающим как горит  деревня.